# 2011 HP83
2011 HP83 est un objet transneptunien de magnitude absolue 4,9.
Son diamètre est estimé à 395 km, ce qui pourrait le qualifier comme candidat au statut de planète naine.

## Découvreur
L'objet a été vu la première fois à l'observatoire de La Silla de l'ESO le 29 avril 2011. Mais le découvreur sera prononcé lors de la numérotation de l'objet.